# Conference of the Birds
Conference of the Birds è il secondo album del gruppo doom metal statunitense Om.

## Tracce
1. At Giza – 15:55
2. Flight of the Eagle – 17:27

## Formazione
- Al Cisneros - voce, basso
- Chris Hakius - batteria, percussioni